# Metoda supstitucije
Metoda supstitucije je metoda rešavanja integrala u kojoj se deo integrala zamenjuje jednostavnijim simbolom (obično se koristi latinično slovo u), u cilju da bi se dobio integral koji je lakše rešiti.
{\displaystyle \int {\frac {\ln {x}}{x}}dx=?}
{\displaystyle u=ln(x)}
{\displaystyle du={\frac {1}{x}}dx}
{\displaystyle xdu=dx}
{\displaystyle \int {\frac {ln(x)}{x}}dx=\int {\frac {u}{x}}xdu={\frac {u^{2}}{2}}+C}
{\displaystyle \int {\frac {ln(x)}{x}}dx={\frac {(\ln(x))^{2}}{2}}+C}
U nekim slučajevima moraće se rešiti za {\displaystyle x}
{\displaystyle \int 2x{\sqrt {5x-20}}dx=?}
{\displaystyle \omega =5x-20}
{\displaystyle d\omega =5dx}
{\displaystyle {\frac {d\omega }{5}}=dx}
{\displaystyle x={\frac {\omega +20}{5}}}
{\displaystyle \int 2x{\sqrt {5x-20}}dx=\int 2\left({\frac {\omega +20}{5}}\right){\sqrt {\omega }}{\frac {d\omega }{5}}={\frac {2}{25}}\int (\omega +20){\sqrt {\omega }}d\omega ={\frac {2}{25}}\int (\omega {\sqrt {\omega }}+20{\sqrt {\omega }})d\omega ={\frac {2}{25}}\left(\int \omega {\sqrt {\omega }}d\omega +\int 20{\sqrt {\omega }}d\omega \right)}
{\displaystyle {\frac {2}{25}}\left(\int \omega {\sqrt {\omega }}d\omega +\int 20{\sqrt {\omega }}d\omega \right)={\frac {2}{25}}\left({\frac {\omega ^{\frac {5}{2}}}{\frac {5}{2}}}+20{\frac {\omega ^{\frac {3}{2}}}{\frac {3}{2}}}\right)+C}
{\displaystyle \int 2x{\sqrt {5x-20}}dx={\frac {2}{25}}\left({\frac {(5x-20)^{\frac {5}{2}}}{\frac {5}{2}}}+20{\frac {(5x-20)^{\frac {3}{2}}}{\frac {3}{2}}}\right)+C}
Metoda supstitucije se može koristiti za definisanje novih antiderivata.
{\displaystyle \int \tan {x}dx=?}
{\displaystyle \int \tan {x}dx=\int {\frac {\sin {x}}{\cos {x}}}dx}
{\displaystyle u=\cos {x}}
{\displaystyle du=-\sin {x}dx}
{\displaystyle {\frac {du}{-sin{x}}}=dx}
{\displaystyle \int {\frac {\sin {x}}{\cos {x}}}dx=\int {\frac {sin{x}}{u}}{\frac {du}{-\sin {x}}}=-\int {\frac {1}{u}}du=-\ln {u}+C}
{\displaystyle \int \tan {x}dx=\ln {cos{x}}+C}

## Literatura
- Briggs, William; Cochran, Lyle (2011), Calculus /Early Transcendentals (Single Variable изд.), Addison-Wesley, ISBN 978-0-321-66414-3
- Ferzola, Anthony P. (1994), „Euler and differentials”, The College Mathematics Journal, 25 (2): 102–111, JSTOR 2687130, doi:10.2307/2687130, Архивирано из оригинала 07. 11. 2012. г., Приступљено 13. 11. 2022
- Fremlin, D.H. (2010), Measure Theory, Volume 2, Torres Fremlin, ISBN 978-0-9538129-7-4.
- Hewitt, Edwin; Stromberg, Karl (1965), Real and Abstract Analysis, Springer-Verlag, ISBN 978-0-387-04559-7.
- Katz, V. (1982), „Change of variables in multiple integrals: Euler to Cartan”, Mathematics Magazine, 55 (1): 3–11, JSTOR 2689856, doi:10.2307/2689856
- Rudin, Walter (1987), Real and Complex Analysis, McGraw-Hill, ISBN 978-0-07-054234-1.
- Swokowski, Earl W. (1983), Calculus with analytic geometry (alternate изд.), Prindle, Weber & Schmidt, ISBN 0-87150-341-7
- Spivak, Michael (1965), Calculus on Manifolds, Westview Press, ISBN 978-0-8053-9021-6.

## Spoljašnje veze
- Integration by substitution at Encyclopedia of Mathematics
- Area formula at Encyclopedia of Mathematics